# Ornitozuch
Ornitozuch (Ornithosuchus) – drapieżny wymarły archozaur z grupy Crurotarsi (obejmującej krokodyle i archozaury bliżej spokrewnione z nimi niż z ptakami). Żył w triasie około 220 mln lat temu na terenie dzisiejszej Szkocji. Długość ciała ok. 2,2 metrów.